# Greater Letaba
Greater Letaba es un municipio local sudafricano situado en el distrito de Mopani, en la provincia de Limpopo.

## Superficie
Greater Letaba tiene una superficie de 1896 km².

## Demografía
En 2022, tenía 261 038 habitantes, una densidad poblacional de 137,7 hab./km², y 65 220 viviendas.